# 大谷武文
大谷 武文（おおたに たけふみ、1952年-）は、毎日放送元テレビプロデューサー。フリープロデューサー・ポピュラー音楽研究家。ラジオパーソナリティー

## 来歴・人物
大阪府大阪市出身。1974年に毎日放送入社。「MBSヤングタウン」のディレクターを担当を皮切りに、ディレクター・プロデューサーとして数々の情報番組やバラエティ番組を担当。その後は制作局次長兼制作業務部長、人事局チーフマネージャーなどを経て、2010年から2年間は近畿大学総合社会学部総合社会学科客員教授も兼任。2012年に毎日放送退社後、近畿大学総合社会学部社会学科社会･マスメディア系専攻教授となり、2018年3月末までマスメディア志望の学生を指導する。同年4月以降はフリープロデューサーの傍ら、ポピュラー音楽研究家、ラジオパーソナリティーとして、時には自らギターを弾きながら徹底的にマニアックな音楽番組を放送中。

## 現在出演の番組
ラジオ
- 秘密のビートルズ
- どようビート

## これまで手掛けた主な番組
ラジオ
- MBSヤングタウン
  - チャゲ&飛鳥（ディレクター）
  - 金曜日 谷村新司、ばんばひろふみ、松本明子（ディレクター）

テレビ
- すてきな出逢い いい朝8時（全国ネット・ディレクター）
- ダウンタウンの素（関西ローカル・プロデューサー）
- はーい!昼ナマ（プロデューサー）
- 暮らしカルマガジン みかさつかさ（関西ローカル・制作(チーフプロデューサー)） ほか